# Брянский (Новосибирская область)
Брянский — посёлок в Доволенском районе Новосибирской области России. Входит в состав Согорнского сельсовета.

## География
Площадь посёлка — 59 гектар

## Население
| 2002 | 2007 | 2010 |
| ---- | ---- | ---- |
| 224  | ↘210 | ↘133 |

## Инфраструктура
В посёлке по данным на 2007 год функционируют 1 учреждение здравоохранения, 1 образовательное учреждение.